# La Vega, Chumatlán
La Vega är en ort i Mexiko.   Den ligger i kommunen Chumatlán och delstaten Veracruz, i den sydöstra delen av landet, 180 km nordost om huvudstaden Mexico City. La Vega ligger 102 meter över havet och antalet invånare är 215.
Terrängen runt La Vega är platt åt nordost, men åt sydväst är den kuperad. Runt La Vega är det tätbefolkat, med 356 invånare per kvadratkilometer. Närmaste större samhälle är Olintla, 18,7 km sydväst om La Vega. Omgivningarna runt La Vega är en mosaik av jordbruksmark och naturlig växtlighet.